# جاريت كامب
غاريت كامب (بالإنجليزية: Garrett Camp)‏ (من مواليد 4 أكتوبر 1978) هو رجل أعمال وملياردير كندي. شارك في تأسيس سلسلة من الشركات، بما في ذلك تأسيس ستامبل أبون، وهو محرك بحث للويب، وشارك في تأسيس شركة أوبر وظل عضوًا في مجلس الإدارة حتى 2020، كما أسس الاستوديو الناشىء إكسبا.

## التعليم
وُلد كامب ونشأ في كالغاري، ألبرتا، كندا. كان والده خبيرًا اقتصاديًا، وكانت والدته فنانة، وأصبح كلاهما فيما بعد من بناة المنازل. تخرج من جامعة كالجاري بدرجة البكالوريوس في الهندسة الكهربائية في عام 2001 ، وحصل لاحقًا على درجة الماجستير في هندسة البرمجيات، وبحث الأنظمة التعاونية، والخوارزميات التطورية، واسترجاع المعلومات.